# Heimkehrer

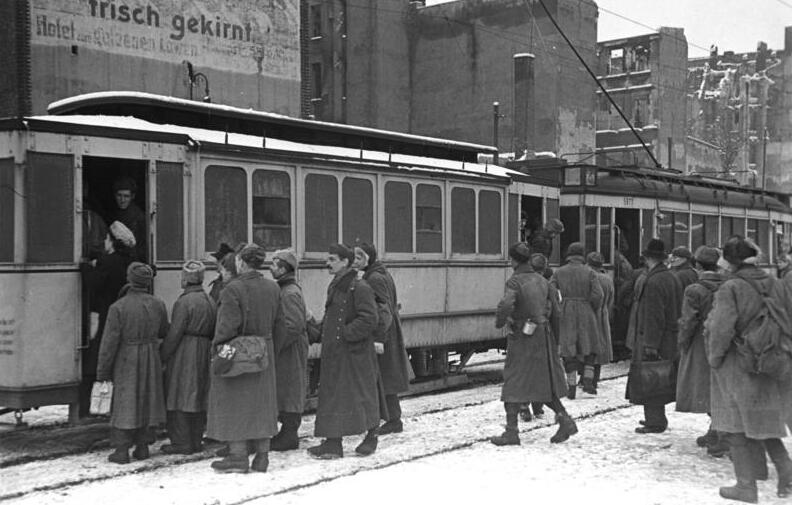
Heimkehrer aus sowjetischer Kriegsgefangenschaft in Berlin (März 1948)

Ein zurückgekehrter deutscher Kriegsgefangener identifiziert den Sohn dieser Frau als tot (1955).

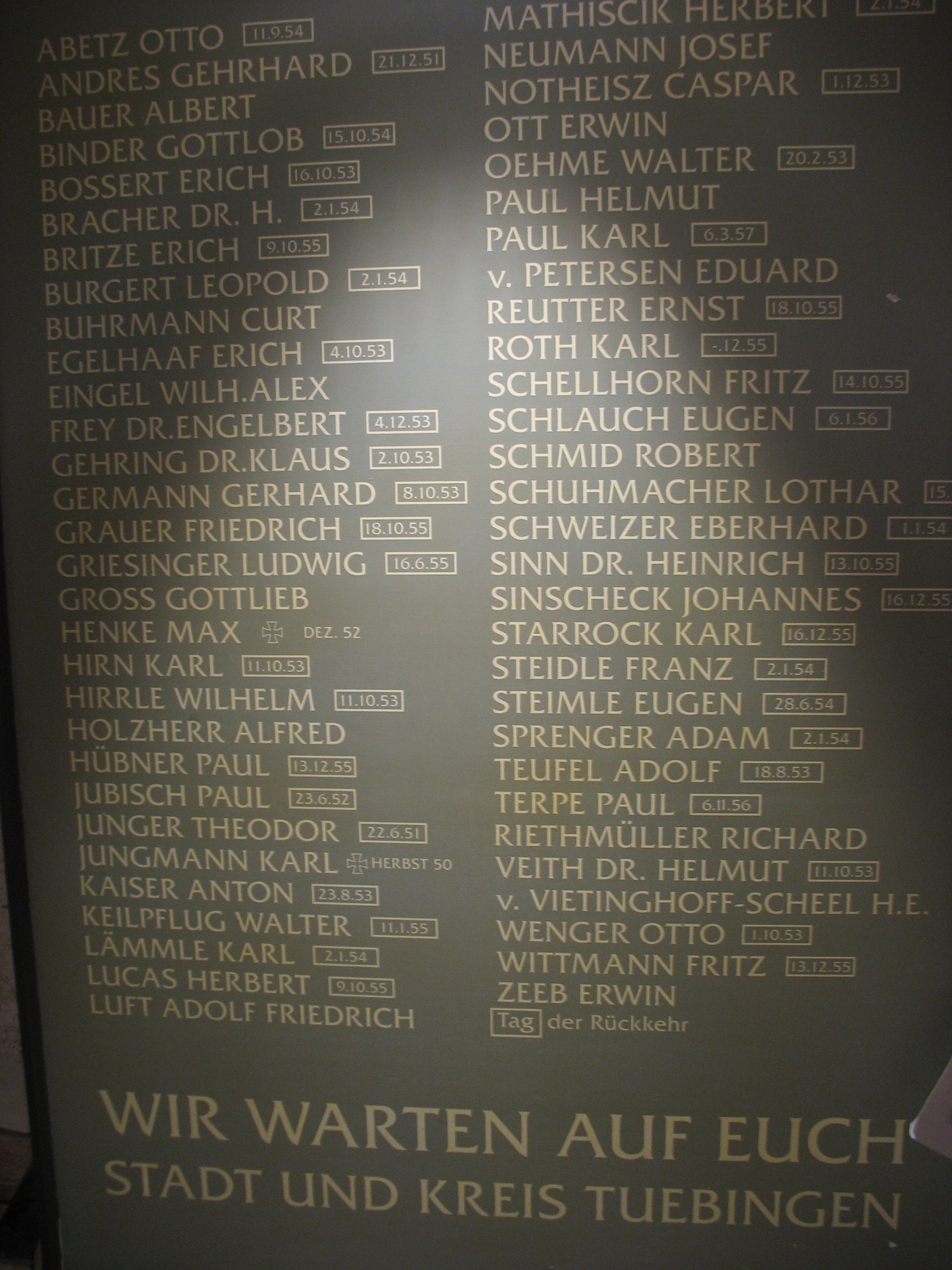
Die Tübinger Heimkehrertafel mit den Namen der verurteilten Kriegsverbrecher Otto Abetz und Eugen Steimle von 1951 wurde 2003 entfernt.

Heimkehrer im Sinne des deutschen Heimkehrergesetzes (HkG) von 1950 sind deutsche Kriegsgefangene des Zweiten Weltkrieges und Zivilpersonen, die wegen ihrer Volkszugehörigkeit oder Staatsangehörigkeit im Ausland interniert waren und nach ihrer Entlassung im damaligen Bundesgebiet (Westdeutschland) Aufenthalt genommen haben (§ 1 HkG). Ausgenommen waren Deutsche, die wegen nationalsozialistischer Betätigung im Ausland interniert worden waren.
Heimkehrer im Sinne des Heimkehrerentschädigungsgesetzes von 2007 sind Personen, die nach dem 31. Dezember 1946 in das spätere Beitrittsgebiet (Sowjetische Besatzungszone und DDR) entlassen worden waren (§ 2 HKEntschG).

## Überblick
Die Zahlen der kriegsgefangenen Deutschen in alliierter Haft werden für 1947 wie folgt angegeben:
- in den USA 30.976,
- im Vereinigten Königreich 435.295,
- in Frankreich 631.483,
- in der Sowjetunion 890.532.[2]

Der sowjetische Außenminister Molotow erklärte 1947, dass 1.003.974 Gefangene bis dahin in ihre Heimat entlassen worden seien.
Insgesamt sollen mehr als drei Millionen deutsche Kriegsgefangene in der Sowjetunion gewesen sein.
Haftorte in der Sowjetunion waren in der Regel Arbeitslager. Begründet wurde dies mit den massiven Schäden durch den deutschen Überfall, die Besatzung und den nach dem Prinzip der „verbrannten Erde“ praktizierten Rückzug der Wehrmacht in der Sowjetunion, an deren Reparation die Kriegsgefangenen mitarbeiten sollten. Demzufolge wurden zunächst vor allem kranke und nicht mehr arbeitsfähige Gefangene entlassen. Unter den Gefangenen befanden sich zahlreiche an NS-Verbrechen Beteiligte. Bekannte Fälle waren Helmut Bischoff, Kurt Eccarius oder Gustav Lombard, die hinter der Front und losgelöst von militärischen Operationen für Massenmorde an Juden, Kommunisten, Roma, angeblichen Partisanen oder geistig behinderten Menschen verantwortlich waren. Nach ihrer Gefangennahme waren sie von sowjetischen Gerichten zu 25 Jahren Haft verurteilt worden. Bereits 1955/1956 wurden sie nach Westdeutschland entlassen, als die Sowjetunion mit Angehörigen der Wehrmacht auch diese Straftäter freisetzte, die in der Bundesrepublik und in West-Berlin unterschiedslos alle als „Kriegsgefangene“ galten.
Im Heimkehrerlager Gronenfelde bei Frankfurt (Oder) wurden sämtliche Rückkehrer aus dem Osten aufgenommen. Die Gesamtzahl vom 27. Juli 1946 bis zum letzten Transport am 3. Mai 1950 betrug 1.125.508 Heimkehrer. Die ersten Transporte kamen vor allem aus Ungarn, Polen und Rumänien, erst später aus der Sowjetunion. Am hessischen Grenzbahnhof Herleshausen wurden am 16. Januar 1956 die letzten aus sowjetischen Lagern heimkehrenden Kriegsgefangenen in Empfang genommen.
Ungefähr zwei Millionen Gefangene kehrten aus der Sowjetunion zurück; 1,3 Millionen Gefangene gelten als verstorben oder vermisst. (→ Verluste unter den Kriegsgefangenen).
Ehemalige Kriegsgefangene, die nach dem 31. Dezember 1946 aus ausländischem Gewahrsam entlassen wurden, erhielten nach dem Kriegsgefangenenentschädigungsgesetz eine Entschädigung von 30 DM je Gefangenschaftsmonat ab dem 1. Januar 1947 und 60 DM pro Gefangenschaftsmonat ab dem 1. Januar 1950.
Die aus der Sowjetunion Entlassenen, auch die wegen NS-Verbrechen Verurteilten, wurden vielerorts „euphorisch empfangen“. In seiner Silvesteransprache 1949 ermahnte Bundespräsident Theodor Heuss seine Mitbürger, „gerade den späten Heimkehrern eine sonderliche Stütze zu geben, damit ihre Hoffnung auf das neue und freie Leben nicht in Enttäuschungen zerrieben werde“.

## Verband der Heimkehrer
Der Verband der Heimkehrer, Kriegsgefangenen und Vermisstenangehörigen Deutschlands, gegründet 1950, machte auf die Situation der Kriegsgefangenen und Internierten aufmerksam und setzte sich für deren Freilassung ein. Er unterstützte die Heimkehrer bei der Wiedereingliederung in die Gesellschaft.

## DieHeimkehr der Zehntausend

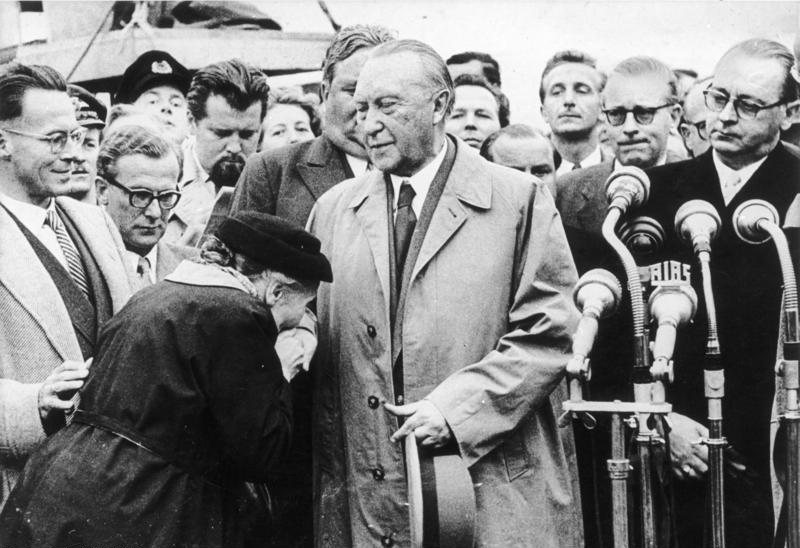
Die Mutter eines Kriegsgefangenen dankt Bundeskanzler Konrad Adenauer nach seiner Rückkehr aus Moskau am 14. September 1955 auf dem Flughafen Köln/Bonn

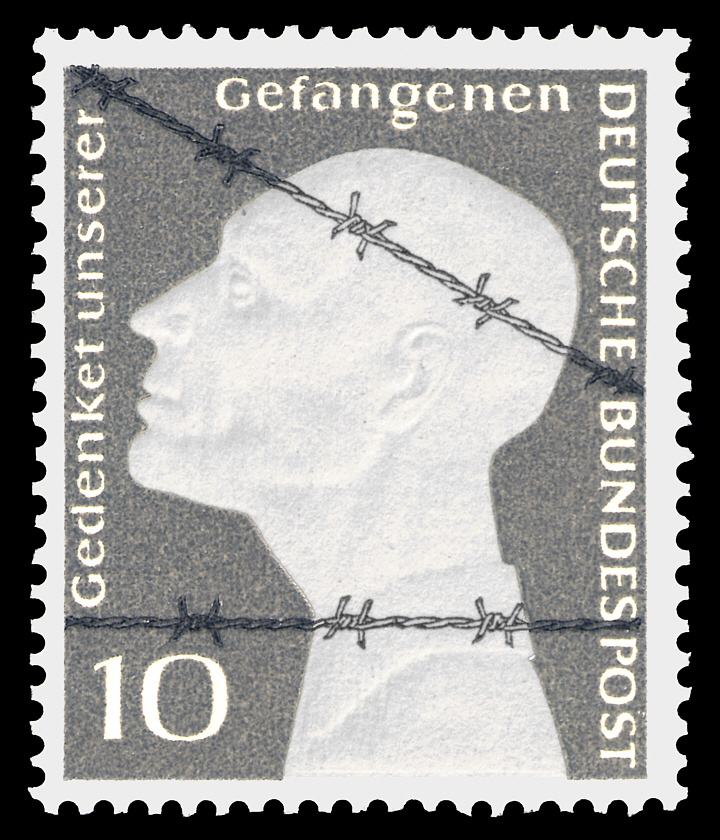
Westdeutsche Briefmarke (1953) zum Gedenken deutscher Kriegsgefangener

Die Frage nach dem Schicksal der Gefangenen beschäftigte die westdeutsche Öffentlichkeit der Nachkriegsjahre sehr. Mit zahlreichen Heimkehrerdenkmälern und Demonstrationen wurde immer wieder auf deren Schicksal hingewiesen. Als besonders emotionales Ereignis gilt die Heimkehr der Zehntausend (ab 7. Oktober 1955) aus sowjetischer Gefangenschaft über Herleshausen und das
Lager Friedland mit folgender politischer Vorgeschichte:
Am 6. Juni 1955, einen Monat nach Inkrafttreten der Pariser Verträge, hatte die sowjetische Botschaft in Paris mit der dortigen deutschen Botschaft Kontakt aufgenommen und eine Einladung an Bundeskanzler Konrad Adenauer nach Moskau übergeben. Angesichts Adenauers konsequenter, auch militärischer Westbindung erschien diese Einladung vielen als eine Sensation. Am 8. September 1955 flog Adenauer mit seiner Delegation aus 141 Personen, darunter Hans Globke und Carlo Schmid, zu einem Staatsbesuch in die Sowjetunion. Zu diesem Zeitpunkt waren noch knapp 10.000 frühere deutsche Wehrmachts- und Waffen-SS-Soldaten sowie rund 20.000 Zivilinternierte aus der sowjetischen Besatzungszone bzw. der DDR und der Viersektorenstadt Berlin als SMT-Verurteilte in sowjetischer Gefangenschaft. Vor seiner Abreise hatte Adenauer angekündigt, die Heimkehr der Gefangenen werde das wichtigste Thema in Moskau sein. Weitere Verhandlungspunkte waren der Fortbestand der Westverträge und Möglichkeiten der Wiedervereinigung. Allerdings hatte die sowjetische Führung das Problem der Kriegsgefangenen in der Vorbereitung des Staatsbesuchs nicht offiziell erwähnt, sondern vor allem auf eine mögliche Aufnahme diplomatischer Beziehungen hingewiesen (→ Alleinvertretungsanspruch). Die sowjetische Führung wollte die Kriegsgefangenen freigeben und hatte dies zuvor der SED-Führung signalisiert; fraglich war nur der taktisch günstigste Zeitpunkt. In der sowjetischen Bevölkerung war eine Freilassung der deutschen Kriegsgefangenen sehr unpopulär.
Die Verhandlungen zwischen der Adenauer-Delegation und der sowjetischen Seite mit Nikita Chruschtschow erzielten am 12. September relativ schnell eine Einigung über die Rückkehr der 10.000 Kriegsgefangenen und die Aufnahme diplomatischer Beziehungen. Die Freilassung der Zivilinternierten wurde kurz vor dem Ende der Gespräche persönlich zwischen Adenauer und Nikolai Bulganin vereinbart. In der Führung der DDR wurde die Einigung zwischen der Bundesrepublik und der Sowjetunion kritisiert, da sie nicht mit der gewünschten Anerkennung der DDR durch die Bundesrepublik verbunden war.
Die von Hans Reichelt 2007 vertretene These, die Regierung der DDR habe sich seit 1946 für die Freilassung der Kriegsgefangenen eingesetzt, wurde von Karl Wilhelm Fricke als durch die Forschung nicht gestützt verworfen.
Die nun eintreffenden Rückkehrer erhielten die Bezeichnung „Spätheimkehrer“. Am 7. Oktober 1955 kamen die ersten 600 von ihnen im Grenzdurchgangslager Friedland an. Bundespräsident Theodor Heuss besuchte sie dort wenige Tage später und hieß sie willkommen. Er vertrat dabei den erkrankten Bundeskanzler Adenauer. Unter den Nutznießern waren auch im NS-System zu Wehrmacht-Heroen und NS-Vorbildern aufgebaute Männer wie Erich Hartmann, Harald von Bohlen und Halbach, Leopold Graf Fugger von Babenhausen, Walther von Seydlitz, Hans Baur und Friedrich Foertsch sowie zahlreiche NS-Verbrecher und Massenmörder (etwa die berüchtigten KZ-Täter Kurt Eccarius, Wilhelm Schubert und Gustav Sorge, die allerdings in der Bundesrepublik vor Gericht gestellt wurden und langjährige Haftstrafen verbüßten) und ranghohe und hochbelastete SS-Offiziere wie Bruno Streckenbach oder Friedrich Panzinger. Unter den Heimkehrern war das Bedürfnis, die Wehrmacht und zugleich jeden Soldaten – gerade auch sich selbst – als ehrenhaft darzustellen, enorm. So legte der SS-Arzt Ernst Günther Schenck mit weiteren 596 Wehrmachtangehörigen und Angehörigen der Waffen-SS am 13. Dezember 1955 in Friedland als Wortführer den „Schwur von Friedland“ ab und versicherte, sie hätten nur nach den Gesetzen des Krieges gehandelt und weder geplündert, gemordet noch geschändet. Jens Westermeier schrieb 2018, dies sei ein "Meineid" (im umgangssprachlichen Sinne) gewesen, weil Schenck zeitweise mitverantwortlich für das KL Mauthausen gewesen war.

## Österreich

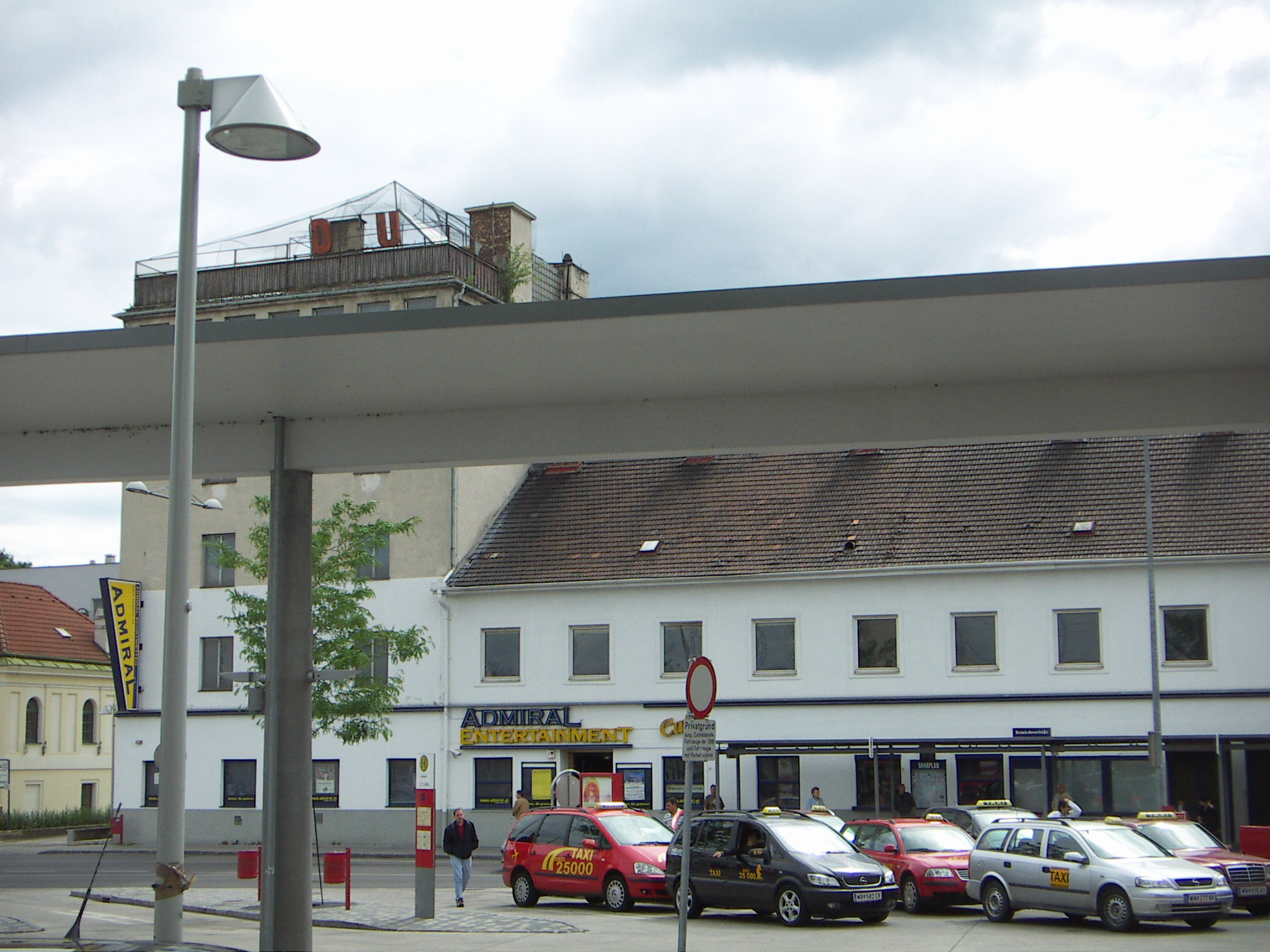
A.E.I.O.U.-Heimkehrerstraße in Wiener Neustadt

Während die Kriegsgefangenen der drei westlichen Alliierten zu einem großen Teil noch bis Ende 1945 nach Österreich zurückkehrten, schritt die Repatriierung österreichischer Gefangener aus der Sowjetunion nur zögerlich voran.
Die großen Heimkehrerwellen fielen in die Jahre 1948 und 1950, Ankunftsbahnhof für die ehemaligen Kriegsgefangenen war zumeist Wiener Neustadt. Am 25. Juli 1955 kam der letzte offizielle Gefangenentransport aus der UdSSR.

## Kriegsrückkehrer als Thema in Literatur und Film
Zahlreiche literarische Werke, vor allem Romane und Spielfilme, thematisierten die Rückkehr von Soldaten aus dem Krieg:
- Anabasis von Xenophon, ca. 370 v. Chr., über den „Zug der Zehntausend“
- Draußen vor der Tür von Wolfgang Borchert (1947, Drama)
  - Liebe 47 von Wolfgang Liebeneiner (1949, Spielfilm)
- An klingenden Ufern (1948, Spielfilm, Österreich)
- Brand’s Haide von Arno Schmidt (1951, Roman)
- Am grünen Strand der Spree – So gut wie ein Roman von Hans Scholz (1955, Roman)
  - Am grünen Strand der Spree von Gert Westphal (SWF 1956, Hörspiel-5-Teiler)
  - Am grünen Strand der Spree von Fritz Umgelter (1960 TV-5-Teiler)
- Der Mann im grauen Flanell von Sloan Wilson (1955, Roman)
- So weit die Füße tragen von Josef Martin Bauer (1955, Roman)
  - So weit die Füße tragen von Fritz Umgelter (1959, Mehrteiler)
  - So weit die Füße tragen von Hardy Martins (2001, Spielfilm)
- Das Wunder von Bern von Sönke Wortmann (2003, Spielfilm)
- Motortown von Simon Stephens (2006, Drama)
- Wiedersehen mit einem Fremden von Niki Stein (2010, Spielfilm)
- Heimgekehrt – Wäre er doch gefallen von Frank Salewski (2012, Roman).